# Aéronautique nationale républicaine italienne
Pour les articles homonymes, voir ANR.

Emblème de l'unité (1944-1945)

Cocarde sur le fuselage de 1943 à mai 1945.

La Force aérienne républicaine nationale (italien : Aeronautica Nazionale Repubblicana, ou ANR) était la force aérienne de la République sociale italienne pendant la Seconde Guerre mondiale, étroitement liée à la Luftwaffe en Italie du Nord. 
Ses deux seules victoires significatives ont été le naufrage d'un navire de transport britannique au nord de Benghazi, à l'époque où le groupe était basé en Grèce, et un cargo ennemi au large de Rimini, le 5 février 1945.

## Histoire
Cette armée de l'air était chargée de défendre les zones industrielles de l'Italie du Nord, intercepter des bombardiers alliés dans les territoires occupés par l'Axe Rome-Berlin et en soutien aux forces terrestres allemandes et italiennes. Par la suite, diverses unités ont servi avec les forces allemandes basées à Spilve, près de Riga, dans l'Ostland, sur le Front de l'Est, notamment dans la zone centrale et du Sud (Crimée).
Après l'armistice de Cassibile de 1943, l'ANR a récupéré un grand nombre d'avions italiens. Leur nombre a augmenté grâce à la production locale de la zone sous domination fasciste et aux livraisons provenant d'Allemagne.
Cette force s'oppose à l'Aeronautica Militare (Aeronautica Cobelligerante Italiana, ou ACI ou Aeronautica Cobelligerante del Sud), « Pro-alliée air force », bien qu'elles ne se soient jamais affrontés au combat.
Les opérations de combat ont commencé en décembre 1943, conduisant, en janvier 1944, à l'attaque effectuée par le 1re Squadriglia « Asso di Bastoni », contre une formation américaine de P-38 Lightnings, dont trois ont été abattus. 
À partir de juin 1944, l'ANR a commencé à recevoir des Messerschmitt Bf 109 G-6 s pour sa force de combat. 
D'octobre 1944 à février 1945, l'escadrille « Asso di Bastoni » est affectée au front en  Allemagne et le 2e groupe de chasse  « Gigi Tre Osei » reste la seule unité de combat ANR active dans la défense du territoire du Nord Italie. 
Depuis mi-1944, les pertes prédominent sur les victoires et les missions d'interception s'achèvent le 19 avril 1945.
Les unités comprennent des bombardiers comme le Gruppo Aerosiluranti « Buscaglia Faggioni », dirigé par Carlo Faggioni (it)  et Carlo Emanuele Buscaglia (it) qui rejoindra les rangs de l'Aeronautica Cobelligerante.
L'unité, à l'aide de vieux Savoia-Marchetti SM.79 a effectué plusieurs raids contre la tête de pont alliée d'Anzio (Opération Shingle).
Ses deux seules victoires significatives ont été le naufrage d'un navire de transport britannique au nord de Benghazi, à l'époque où le groupe était basé en Grèce, et un cargo ennemi de 5 000 t au large de Rimini, le 5 février 1945.

## Unités
- 1er Gruppo Caccia Asso di Bastoni
  - 1ª Squadriglia « Asso di bastoni »
  - 2ª Squadriglia  « Vespa incacchiata »
  - 3ª Squadriglia « Arciere »
- 2e Gruppo Caccia « Gigi Tre Osei »
  - 1ª Squadriglia « Gigi Tre Osei »
  - 2ª Squadriglia « Diavoli Rossi »
  - 3ª Squadriglia « Gamba di Ferro » , puis  « Diavoli »
- 3° Gruppo Caccia « Francesco Baracca » (non operationnel)
- Squadriglia complementare d’allarme « Montefusco-Bonet ».
- Gruppo Aerosiluranti Buscaglia Faggioni
- 1° Gruppo Aerotrasporti « Trabucchi ». Sous commandement de la Luftwaffe sur le front de l'Est dissout en 1944 .
- 2° Gruppo Aerotrasporti « Terraciano » (Unité de formation) .

## Avions
- Ambrosini SAI.2S
- Ambrosini SAI.107
- Avia FL.3
- Breda Ba.25
- Breda Ba.39
- Breda Ba.88 Lince
- Breda Ba.88M Lince
- CANT Z.501 Gabbiano
- CANT Z.506B Airone
- CANT Z.511
- CANT Z.1007bis Alcione
- CANT Z.1018 Leone
- Caproni Ca.133 (en)
- Caproni Ca.164
- Caproni Ca.310 Libbecio
- Caproni-Vizzola F.5
- Dornier Do 217J-2
- Fieseler Fi 156C-2 Storch
- Fiat CANSA FC.20 bis
- Fiat CR.32 bis.
- Fiat G.8
- Fiat BR.20M Cicogna
- Fiat G.18V
- Fiat G.50bis Freccia
- Fiat RS.14B
- Fiat CR.42AS Falco
- Fiat G.12T
- Fiat G.55/I (Serie I) Centauro
- Junkers Ju 87B-1 Bertha
- Junkers Ju 87B-2/Trop.
- Junkers Ju 87R-2 Richard
- Junkers Ju 87R-5/Trop.
- Junkers Ju 88A-4
- Macchi M.C.200 Saetta
- Macchi M.C.202 Folgore
- Macchi MC.205V Veltro
- Meridionali Ro.41
- Messerschmitt Bf 109F-2
- Messerschmitt Bf 109G-6
- Messerschmitt Bf 109G-10
- Messerschmitt Bf 109G-12
- Messerschmitt Bf 109K-4
- Messerschmitt Bf 110C-4
- Messerschmitt Bf 110G-4a
- Nardi FN.305
- Piaggio P.108B
- Reggiane Re.2001 Serie III Falco II
- Reggiane Re.2002 Ariete
- Reggiane Re.2005 Sagittario
- Saiman 202
- Savoia-Marchetti SM.75 Marsupiale
- Savoia-Marchetti SM.79 Sparviero
- Savoia-Marchetti SM.81 Pipistrello
- Savoia-Marchetti SM.82 Marsupiale
- Savoia-Marchetti SM.84
- Savoia-Marchetti SM.95

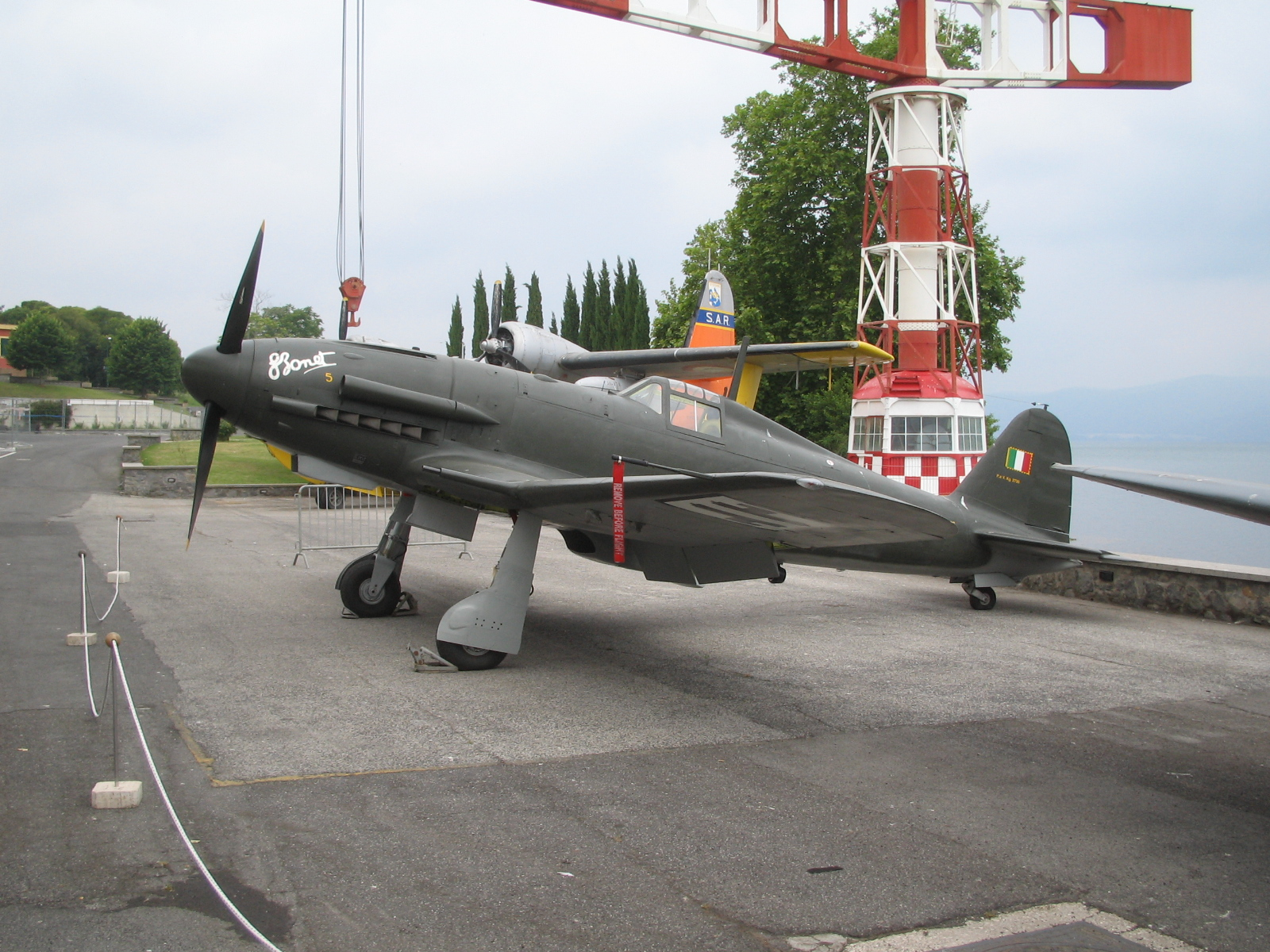
FIAT G-55 Centauro
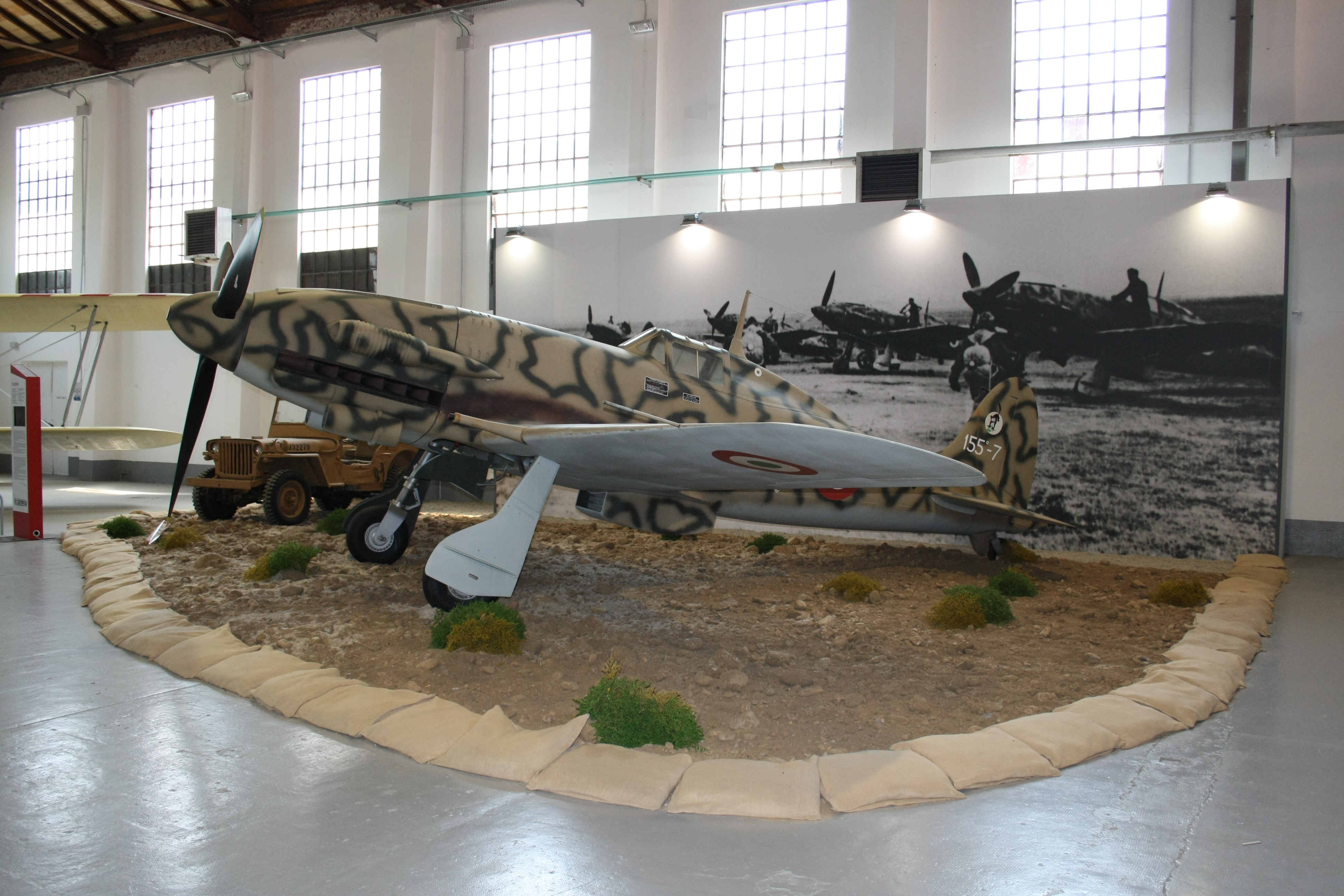
Macchi MC.205
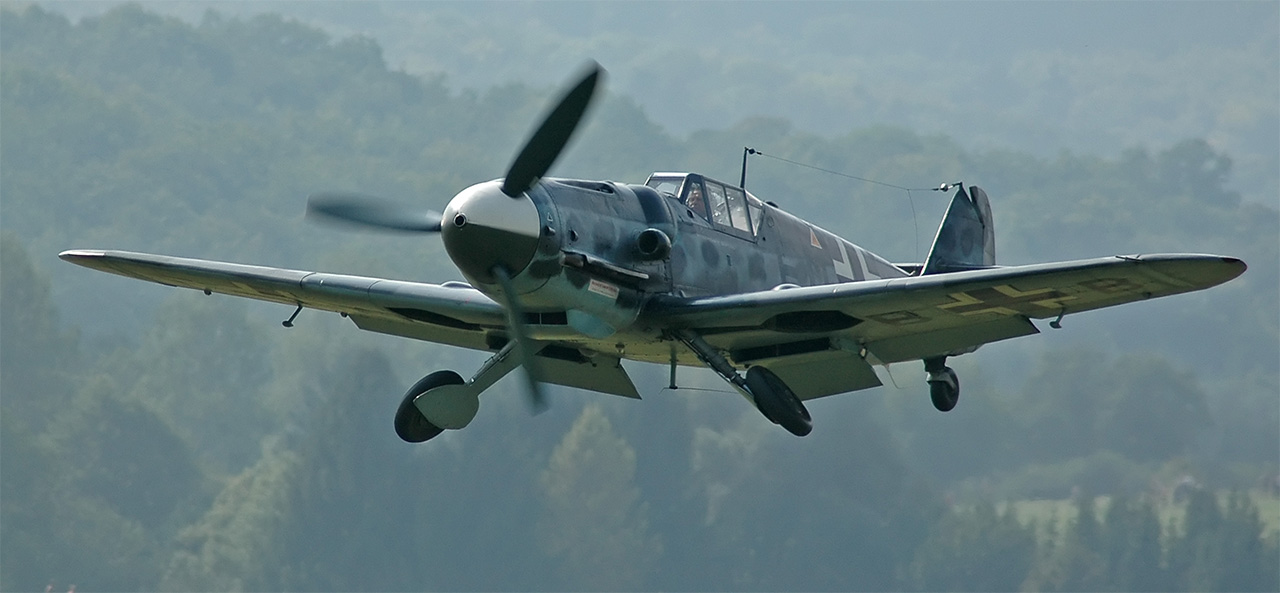
Messerschmitt Bf 109
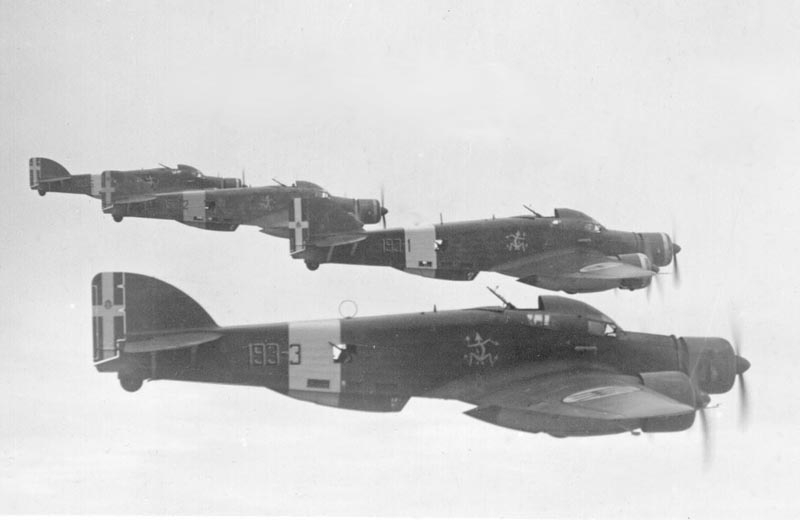
Savoia-Marchetti SM.79